# Otto IV d'Ochsenstein
Otto IV d’Ochsenstein est un noble alsacien né vers le milieu du XIIIe siècle et mort à la bataille de Göllheim le 2 juillet 1298. Membre de la puissante famille des Ochsenstein, il est nommé en 1280 landvogt impérial d’Alsace et de Brisgau et accroît considérablement les biens de sa famille.

## Biographie
Bien que la date de naissance d’Otto IV d’Ochsenstein ne soit pas connue, il est probablement né vers le milieu du XIIIe siècle. Il est issu du mariage entre Otto III d’Ochsenstein et Cunégonde de Habsbourg, ce qui fait de lui un neveu de Rodolphe Ier de Habsbourg, qui, en tant que roi de Germanie, est également le suzerain des Ochsenstein. Son frère ainé, Jean, ayant opté pour une carrière religieuse, il est exclu de la ligne de succession, ce qui amène Otto à devenir l’héritier présomptif, bien qu’étant le cadet. Il épouse en 1279 Cunégonde de Lichtenberg, dont la famille est une des plus puissantes de Basse-Alsace.
Otto IV est nommé en 1280 landvogt impérial d’Alsace et de Brisgau par son oncle. Cette charge l’amène à réduire en 1281 le château du Hohlandsbourg, où s’est réfugié l’ancien schultheiss de Colmar révolté Sigfrid de Gundolsheim, puis celui de Wegelnburg en 1282,. Il démet également par la force le successeur de Sigfrid, Walther Roesselmann, à l’instigation duquel la ville se soulève en 1284 au motif de la hausse des impôts. Il est toutefois moins heureux l’année suivante à Haguenau, dont il est chassé après s’être aliéné les bourgeois de la ville, qui est pourtant le siège du bailliage.
En parallèle, il profite de ses liens avec le roi et les Lichtenberg pour agrandir son patrimoine foncier. Aux dépens d’abord du duc de Lorraine, qu’il combat aux côtés de son beau-frère Conrad de Lichtenberg entre 1284 et 1286, ce qui lui permet de récupérer le château et la ville de Reichshoffen. Il bénéficie également des largesses du roi Rodolphe, qui lui remet en gage Hochfelden en 1278 puis, dix ans plus tard, Barr, Cosswiller, Kirchheim, Marlenheim, Nordheim et Romanswiller. Il reçoit par ailleurs en fief impérial le château de Loewenstein en 1282 ainsi que les seigneuries de Landeck et Meistersel en 1290.
La situation d’Otto se complique toutefois après la mort de Rodolphe en 1291, le conflit pour la succession entre Adolphe de Nassau et Albrecht de Habsbourg bouleversant les alliances. Conforté dans sa position par Adolphe de Nassau, alors roi de Germanie, il est ainsi contraint d’assiéger en 1293 le château de l’Ortenberg détenu par Conrad de Lichtenberg, qui a pris le parti du prétendant Albrecht de Habsbourg. Déjà ébranlé dans sa loyauté, il passe dans le camp d’Albrecht après qu’Adolphe l’ait déchu de son titre de landvogt en juin 1294. C’est dans ces circonstances qu’il participe à la bataille de Göllheim le 2 juillet 1298 aux côtés d’Albrecht, dont il est le porte étendard. Bien que son camp soit victorieux, Otto meurt pendant la bataille, apparemment non d’une blessure mais d’insolation après être resté trop longtemps en armure sous le soleil.